# Сант'Ињацио (Анкона)
Сант'Ињацио (итал. Sant'Ignazio) насеље је у Италији у округу Анкона, региону Марке.
Према процени из 2011. у насељу је живело 32 становника. Насеље се налази на надморској висини од 207 м.